# Jo Weil
Johannes Hermann Bruno Anton Weil (Fráncfort del Meno, 29 de agosto de 1977) es un actor de teatro, televisión y doblaje alemán.

## Biografía
Es hijo de un perito mercantil y de una fisioterapeuta, tiene un hermano tres años más joven que él. Weil creció en Petersberg cerca de Fulda.
Realizó su estudios secundarios en la Escuela "Freiherr vom Stein", en Fulda y tras el Abitur y el servicio civil, se inscribió en la escuela de actores de Colonia, además de recibir clases particulares de actuación y canto.

## Carrera
Weil ha actuado en innumerables programas de televisión y teatro. Cuando no actúa, trabaja como actor de voz en películas, spots publicitarios, juegos de ordenador y audiolibros. 
Escribe su propia columna de opinión en la revista de estilo inglesa reFRESH. 
Desde noviembre de 2007, tras cinco años de pausa, Weil vuelve a realizar el papel de Oliver Sabel, un joven gay casado con Christian Mann (Thore Schölermann), en el folletín televisivo Verbotene Liebe.
También es embajador voluntario para  Aktion Tagwerk y la Aisdshilfe de Colonia. 
En 2009 apoyó como patrono el tour «Puzzle der Wünsche», que trataba de cumplir los deseos de niños en Alemania.

## Cine y televisión (selección)
- 1997: Geliebte Schwestern
- 1997: Der Einstellungstest
- 1999: Motorradcops
- 1999-2002, desde 2007: Verbotene Liebe, como Oliver Sabel
- 2001: Layla (corto)
- 2002-2004: Medicopter 117 – Jedes Leben zählt, como Sanitäter Florian Lenz
- 2004: Warten auf irgendwas (corto)
- 2005: The Autobahn (largometraje)
- 2008: 112 - Sie retten dein Leben
- 2010: Das perfekte Promi-Dinner
- 2017: Sodom

## Teatro (selección)
- 2000 Glück auf Colonia
- 2004-2005 Gespenster Neunkirchen
- 2006-2007 Bei Verlobung Mord Darmstadt
- 2007-2009 Ganze Kerle Düsseldorf

## Periodismo
- desde 2009 Weil's World, columna en la revista de estilo reFRESH

## Premios
- 2011: German Soap Award - Mejor pareja junto con Thore Schölermann
- 2011: German Soap Award - Premio de los fans al actor masculino